# داني كيو
داني كيو (بالإنجليزية: Danny Keogh)‏ هو ممثل أوغندي، ولد في 1 مارس 1948 بكامبالا في أوغندا.

## أعمال

### أفلام
- (2009) الذي لا يقهر[7]
- (2014) الانتقام[8]

## وصلات خارجية
- داني كيو على موقع IMDb (الإنجليزية)
- داني كيو على موقع ألو سيني (الفرنسية)
- داني كيو على موقع أول موفي (الإنجليزية)
- داني كيو على موقع قاعدة بيانات الأفلام السويدية (السويدية)
- داني كيو على موقع قاعدة بيانات الفيلم (الإنجليزية)
- داني كيو على موقع كينوبويسك (الروسية)